# Port lotniczy Dyneburg
Port lotniczy Dyneburg (łot. Daugavpils lidosta) – lotnisko znajdujące się we wsi Lociki, 12 kilometrów na północ od miasta Dyneburg w Łotwie. Stanowi dawną, sowiecką bazę lotniczą. 
W porcie stacjonował m.in. 372 pułk myśliwski, od 1981 myśliwsko-bombowy (372-й авиационный полк истребителей бомбардировщиков), jedn. wojskowa nr 54894, dysponujący samolotami MiG-15 (1951-1958), MiG-19 (1956-1966), Jak-25 (1960-1966), Jak-28P (1966-1981), MiG-27 М, К (1981-1993), następnie przemieszczony w 1993 do Borisoglebska, w obwodzie woroneskim, gdzie został rozformowany. 
Do 1994 lądowały na nim transportowe samoloty An-22 i Ił-76, wykonywano z niego rejsy cywilne do Rygi, Kopenhagi i Lipawy.
Obecnie prowadzone są prace nad reaktywowaniem komunikacji lotniczej.